# Mark van Kleunen
Mark van Kleunen (* 10. Dezember 1973 in Kattendijke) ist ein niederländischer Biologe.

## Leben
Er studierte Biologie an der Universität Utrecht und promovierte 2001 an der Universität Zürich. Es folgten Forschungsaufenthalte an der University of British Columbia (Kanada) sowie der Universität von KwaZulu-Natal und der Universität Stellenbosch (beide Südafrika), dann habilitierte er sich an der Universität Bern. Seit 2011 ist er Professor für Ökologie an der Universität Konstanz.
Ein Schwerpunkt seiner Forschung sind invasive Pflanzen.

## Veröffentlichungen (Auswahl)
- Evolution of the clonal life history of Ranunculus reptans, Diss. Univ. Zürich 2001
- (mit Daniel Schläpfer, Melanie Glättli u. a.): Preadapted for invasiveness: do species traits or their plastic responses to shading differ between invasive and non-invasive plant species in their native range?, Journal of Biogeography, Jg. 38.2011, S. 1294–1304.
- (mit Wayne Dawson und Noeli Maurel): Characteristics of successful alien plants, in: Molecular Ecology, 2015, S. 1954–1968
- (mit Wayne Dawson, Franz Essl u. a.): Global exchange and accumulation of non-native plants, Nature online, 2015, doi:10.1038/nature14910[1]